# Asyab Qashqa
Asyab Qaschqa (persisch آسیاب قشقا Asyab Qashqa, DMG Āsyāb Qašqā) ist ein Dorf im Dehestan Pasakuh im Schahrestan Kalatdes Iran. Bei der Volkszählung 2006 gab es 23 Einwohner (davon 15 männlich und 8 weiblich), die in 12 Familien lebten.